# Coua blau
El coua blau (Coua caerulea) és una espècie d'ocell de la família dels cucúlids (Cuculidae) que habita la selva humida de Madagascar.

## Taxonomia
Aquesta espècie va ser descrita per Carl Linnaeus el 1766. Van arribar a existir fins a dotze espècies de Coua, però en l'actualitat sols en queden vuit o nou. El gènere Coua deriva de koa, el nom malgaix d'un cucut.

## Descripció
Les plomes de l'ocell són d'un blau profund i hi ha una zona ovalada blava distintiva al voltant de l'ull que està lliure de plomes. Com tots els cucuts tenen els peus grans, amb un tercer dit reversible. Té una silueta voluminosa, unes ales curtes i amples i una cua llarga. La mida mitjana és de 48 a 50 cm de llargada i de 30 a 60 grams de pes , sent les femelles lleugerament més grans.

## Ecologia
El coua blau és un omnívor que menja insectes, fruits i petits rèptils en boscos tropicals i subtropicals de frondoses secs, boscos tropicals i subtropicals de frondoses humits, boscos de manglars subtropicals o tropicals i boscos muntans humits subtropicals o tropicals. Les femelles ponen un ou blanc en un niu de plataforma, construït amb fulles i branques a la branca d'un arbre.

## Distribució
Aquesta espècie es troba en boscos de les zones nord-oest i est de Madagascar i es considera comú. La Unió Internacional per a la Conservació de la Natura (UICN) ha classificat l'estat de conservació d'aquest ocell com de risc mínim.